# Vířníkovci
Vířníkovci (Cycliophora) je „kmen“ prvoústých koloniálních živočichů žijících přisedle na ústních orgánech humrů a živících se filtrací. Byli objeveni v roce 1995 a zatím jsou popsány dva druhy.

Vířníkovci jsou 0,35 milimetrů velcí. Trávicí soustava má tvar písmene U, okolo ústního otvoru mají obrvenou nálevku.

## Životní cykly
Vířníkovci mají složité životní cykly. Přisedlý jedinec na humrovi je znám jako potravní jedinec. V nepohlavním cyklu se z něho uvolňuje tzv. Pandořina larva, která přisedá obvykle na téhož humra. V pohlavním cyklu vzniká uvnitř těla potravního jedince jiný typ larvy, tzv. Prométheova larva, která po uvolnění přisedne na jiného potravního jedince a vyvíjejí se v ní dva jedinci samčího pohlaví velcí kolem 84 mikrometrů. Prométheova larva přisedne na potravního jedince, ve kterém vzniká samice. Ta se po uvolnění spáří se samci a dosedne opět na stejného humra. Teprve potom v ní začne utvářet nová, tzv. chordoidní larva, která po uvolnění volně plave ve vodě a hledá nového humra, na kterého by přisedla. Po přisednutí se změní v potravního jedince a nepohlavním cyklem se na humrovi vybuduje nová kolonie.

## Nálezy
První vířníkovec, druh Symbion pandora, byl objeven v roce 1995 v Severním moři na humrovi Nephrops norvegicus. V roce 2003 byl učiněn objev symbiona v Jaderském moři u Chorvatského poloostrova IIstria na jiném druhu humra, na humrovi evropském (Homarus gammarus). Tito dva vířníkovci jsou v podstatě totožní, nový objev byl tedy přiřazen k druhu Symbion pandora. V roce 2005 byl u atlantického pobřeží Severní Ameriky učiněn nový nález. Živočich žil přisedle na humrovi americkém (Homarus americanus), byl trochu odlišný od evropských nálezů a byl pojmenován Symbion americanus.

## Fylogeneze

### Vztahy mezi druhy
Zástupci vířníkovců ze všech tří dosavadních nalezišť byli podrobeni genetické analýze (mitochondriální gen pro cytochrom c oxidázu) a bylo zjištěno, že zatímco američtí jedinci jsou poměrně uniformní (tvoří tři velmi příbuzné skupiny), evropští se rozpadají do několika skupin, možná v budoucnu pojmenovaných druhů. První skupina je původní Symbion pandora z humra Nephrops norvegicus ze Severního moře i Středomoří, druhá žije na humrovi evropském ve Středomoří, další na humrovi evropském v Atlantiku a Severním moři a poslední, nejbazálnější, opět na humrovi evropském v Severním moři. Pokud by vířníkovci z Ameriky a vířníkovci z Evropy tvořili dvě oddělené větve, mohlo by to znamenat, že původní evropský symbion žil na humrovi evropském v Severním moři, dostal se do Středomoří, zde některé populace „přeskočily“ na nového hostitele, na humra Nephrops norvegicus a s ním se vrátili do Severního moře.

### Fosilie
Na fosilních členovcích rodu Hesslandola ze svrchního kambria byly objeveny útvary, o nichž si vědci myslí, že by to mohli být předci nebo alespoň fosilní příbuzní dnešních vířníkovců.

### Vztahy k dalším kmenům
Začlenění vířníkovců do systému živočichů není zatím zcela jasné, jedna teorie soudí, že jsou sesterskou skupinou mechovnatců (dohromady pak tvoří skupinu Kamptozoa), jiná teorie je považuje za sesterskou skupinu skupiny Syndermata (tj. vířníků, žábrovců a vrtejšů).

## Systém
- kmen Cycliophora Funch & Kristensen, 1995
  - třída Eucycliophora Funch & Kristensen, 1995
    - řád Symbiida Funch & Kristensen, 1995
      - čeleď Symbiidae Funch & Kristensen, 1995
        - druh Symbion pandora Funch & Kristensen, 1995
        - druh Symbion americanus Obst, Funch & Giribet, 2005